# Carlos Garrido
Carlos Alberto Garrido Opazo (Talca, Chile, 10 de octubre de 1977) es un exfutbolista chileno que jugaba como defensor. Su último club fue Rangers.

## Trayectoria
Debutó en Rangers en la Primera División de Chile, sus excelentes actuaciones en Rangers lo llevaron a la Universidad de Chile. De su paso por la U se destaca el único gol que hizo con la camiseta azul que le dio la victoria a la U en el superclásico chileno en el estadio Monumental con victoria 3-2. Al no tener oportunidad en el equipo titular volvió a Talca. El año 2006 el Audax Italiano se apodera de sus servicios, el año 2008 es nombrado capitán del Audax Italiano debido a la partida de Juan González a la Universidad de Chile. En el presente tiene más de 200 partidos por la Primera División de Chile.
El día 7 de enero confirma por intermedio de su cuenta de Facebook su regreso al club Rangers.
El 21 de agosto de 2014 comunica su decisión de retirarse del fútbol, a causa de una trombosis que le afectaba una pierna.
El 2021 vuelve a Rangers con el cargo de director deportivo.

## Clubes
| Club                 | País  | Año       |
| -------------------- | ----- | --------- |
| Rangers              | Chile | 1997-2000 |
| Universidad de Chile | Chile | 2001-2003 |
| Rangers              | Chile | 2004-2005 |
| Audax Italiano       | Chile | 2006-2012 |
| Rangers              | Chile | 2013-2014 |